# 山鹿清華
山鹿 清華（やまが せいか、1885年3月12日 - 1981年6月26日）は、染織家。京都府生まれ。本名は健吉。

## 略歴
- 1900年より西田竹雪、1902年は神坂雪佳に師事。
- 1917年、京都市立絵画専門学校（現・京都市立芸術大学）中退。
- 1919年、新工芸院設立、彩工会を創立する。
- 1925年、パリ万国工芸博大賞受賞。
- 1927年、第8回帝展特選。
- 1932年、帝展審査員。
- 1937年、京都市立美術工芸学校教諭。パリ万国博覧会大賞受賞。
- 1943年、文展審査員。
- 1946年、京都工芸美術作家協会理事長。
- 1950年、日展運営会参事。
- 1952年、日本芸術院賞受賞[1]。
- 1957年、日本芸術院会員、日展運営会理事。
- 1958年、日展常務理事。
- 1965年、勲三等瑞宝章受章。手織錦を創案し、織物に立体的表現を取り入れた。
- 1968年、京都市文化功労者。
- 1969年、日展顧問、文化功労者に選出される[2]。
- 1970年、京都市名誉市民[3]。
- 1974年、勲二等瑞宝章受章。
- 1981年、死去。叙正四位。

## 図書
- 「昔渡更紗」 上中下 芸艸堂、1917
- 「むかし渡更紗」 芸艸堂、1967
- 「手織錦山鹿清華作品集」 光琳社出版、1972
- 「山鹿清華展 近代染織の創始者」　京都市美術館、朝日新聞大阪本社企画部、1985